# Anika
Anika – imię żeńskie, jedna ze zdrobniałych form imienia Anna m.in. w jęz. duńskim i holenderskim.
Anika imieniny obchodzi razem z Anną, m.in. 26 lipca.